# 尼古拉·内格里勒
尼古拉·内格里勒（羅馬尼亞語：Nicolae Negrilă，1954年7月23日—），罗马尼亚男子足球运动员。他曾代表罗马尼亚国家队参加1984年欧洲足球锦标赛，结果队伍止步小组赛阶段。